# Transcendence
Transcendence je sedmi studijski album kanadskog progresivnog metal sastava Devin Townsend Project. Album je 9. rujna 2016. godine objavila diskografska kuća HevyDevy Records.

## O albumu
Prva pjesma na albumu, "Truth", ponovno je snimljena inačica pjesme koja se prvi put pojavila na Infinityju, drugom samostalnom albumu Devina Townsenda. 
Pjesma "Stars" izvorno je bila snimljena tijekom prijenosa uživo na YouTubeu kojeg je sponzorirao kanal Toontrack.
Na albumu se nalazi i pjesma "Transdermal Celebration" koja je obrada pjesme grupe Ween.

## Popis pjesama
| 1.    | »Truth«                                  | 4:47 |
| 2.    | »Stormbending«                           | 5:22 |
| 3.    | »Failure«                                | 6:02 |
| 4.    | »Secret Sciences«                        | 7:28 |
| 5.    | »Higher«                                 | 9:40 |
| 6.    | »Stars«                                  | 4:17 |
| 7.    | »Transcendence«                          | 5:54 |
| 8.    | »Offer Your Light«                       | 3:57 |
| 9.    | »From the Heart«                         | 8:23 |
| 10.   | »Transdermal Celebration« (obrada Weena) | 8:26 |
| 64:16 |                                          |      |

## Zasluge
| Devin Townsend Project - Devin Townsend – vokali, gitara, bas-gitara, klavijature, programiranje, produkcija, inženjer zvuka, miksanje - Brian Waddell – bas-gitara - Ryan van Poederooyen – bubnjevi - Dave Young – klavijature, gitara - Mike St. Jean – klavijature Dodatni glazbenici - Anneke van Giersbergen – vokali - Ché Aimee Dorval – vokali - Katrina Natale – vokali | Ostalo osoblje - Anthony Clarkson – naslovnica, omot albuma - Paul Silveira – inženjer zvuka - Karl Dicaire – inženjer zvuka - Adrian Mottram – inženjer zvuka - Adam "Nolly" Getgood – inženjer zvuka, miksanje - Ermin Hamidovic – mastering - Tom Hawkins – fotografija - Rebecca Blissett – fotografija |